# Fall Out
Fall Out fu il primo singolo edito dal gruppo musicale britannico The Police. Fu edito originariamente nel maggio del 1977 e di seguito ripubblicato nel 1979. Anche se non compare in alcun album in studio del gruppo, la canzone figura in un certo numero di compilation e album live, compresi Message in a Box: The Complete Recordings e The Police Live!.

## Sviluppo e produzione
La canzone fu scritta e prodotta dal batterista Stewart Copeland, e fu una delle prime canzoni che Copeland presentò al cantante Sting ai tempi della nascita del gruppo. È una delle poche registrazioni dei Police con il primo chitarrista Henry Padovani; pur essendo accreditato come chitarrista per la canzone, Copeland disse che aveva registrato lui quasi tutta la canzone, mentre Padovani aveva registrato unicamente l'assolo. Copeland ha anche aggiunto di aver messo molto impegno personale nella canzone, compreso il confezionamento del disco.

## Pubblicazione
Il singolo fu pubblicato dalla Illegal Records, che fa parte del gruppo di compagnie possedute dal fratello di Copeland, Miles. Copeland stimò che il singolo vendette principalmente perché faceva parte del movimento punk che era in voga al momento; la band compare sulla foto di copertina con vestiti che rispecchiavano la moda del momento.
Le riviste di settore britanniche valutarono Fall Out come molti altri singoli punk dell'epoca, e non ebbe recensioni di rilevanza particolare. Nella pubblicazione originale il singolo non entrò in classifica,  ma arrivò alla posizione 47 della classifica dei singoli britannica quando fu ristampato nel 1979, due mesi dopo che Message in a Bottle aveva raggiunto la prima posizione.

## Tracce
1. Fall Out
2. Nothing Achieving

## Formazione
- Sting - voce, basso
- Stewart Copeland - batteria, chitarra
- Henry Padovani - chitarra solista

## Classifiche
| Classifica (1979) | Posizione massima |
| ----------------- | ----------------- |
| Regno Unito       | 47                |